# Grados día de calefacción
El grado-día de calefacción es una unidad que se utiliza para medir el nivel del rigor invernal en una localidad, y que relaciona la temperatura media exterior durante la época fría del año con una cierta temperatura de confort para calefacción en interiores.

## Definición y cálculo
En las normativas europeas se definen los grados día en base {\displaystyle a/b} ({\displaystyle GD_{a/b}}) como la suma, a lo largo de un periodo determinado de las diferencias de temperatura entre un valor base, a, y la temperatura media diaria, cuando esa temperatura es inferior a otro valor, b. Es decir:
{\displaystyle GD_{a/b}={\Sigma }_{i=1}^{n}(a-T_{md,i})\cdot X_{c}}
donde:
- a  es la base de temperatura de calefacción
- b  es la base de temperatura exterior media diaria, por encima de la cual, se supone no hace falta calefacción.
- n es el número de días del periodo sobre el que se toman las mediciones; habitualmente, un mes o un año entero.
- Tmd,i  temperatura media diaria para el día i
  - En la normativa española se toma esta temperatura, haciendo la media de la máxima y la mínima diaria, en un periodo de diez años.[1]
- Xc es un coeficiente lógico que valdrá 1 cuando la temperatura media diaria, Tmd, sea menor que b y cero cuando sea mayor.
  - Restando de n el número de veces que, en ese periodo, el coeficiente Xc es igual a 0, se tienen los llamados días de calefacción del periodo

En España, los datos se toman en base 15/15, en Alemania sobre base 18/18. Si bien la definición toma dos bases, a y b, teóricamente diferentes, como se ve, estas normativas toman las dos iguales. Una definición más correcta debería aproximar la base a a la temperatura de uso de la calefacción (entre 18 y 21 °C), mientras que la base b variaría dependiendo del clima de la localidad. En aquellas de clima continental, en que las diferencias entre el día y la noche son apreciables, un día con temperaturas medias de 15 °C no requeriría calefacción, pero si los contrastes son menos acusados, ese valor debería aproximarse a unos 18 °C.
En Francia se utiliza para este fin la medida de los grados hora cuya definición es la misma, pero considerando horas en vez de días.

### Días de calefacción
Este valor, definido como el número de días del periodo considerado en que la temperatura media diaria es inferior a la base b, desde un punto de vista práctico, representa el número de días en que funcionará la calefacción. Efectivamente, los días en que la temperatura media diaria sea superior a esa base b, se considera que no es necesario encenderla.

### Otras formulaciones
También se puede utilizar la siguiente expresión, muy parecida a la anterior, haciendo a = b = TBc, cuando no se conocen otros datos que las temperaturas máximas y mínimas diarias durante el periodo considerado:
{\displaystyle GD_{cal}={\Sigma }_{i=1}^{n}(T_{Bc}-{\frac {T_{max}+T_{min}}{2}})\cdot X_{c}}
donde:
- TBc es la temperatura base de calefacción (16, 18, 20, 22 °C)
- Tmax es la temperatura máxima diaria
- Tmin es la temperatura mínima diaria
- Xc es un coeficiente lógico que valdrá 1 cuando la temperatura media diaria sea menor a la TBc y cero cuando sea mayor

| Condición         | Fórmula usada                       |
| ----------------- | ----------------------------------- |
| Tmin>TBc          | GDcal=0                             |
| (Tmax+Tmin)/2>TBc | GDcal=(Tbase-Tmin)/4                |
| Tmax>=TBc>        | GDcal=(Tbase-Tmin)/2-(Tmax-Tbase)/4 |
| Tmax<TBc          | GDcal=Tbase-(Tmax+Tmin)/2           |

Y si lo único que se conocen son las temperaturas máxima y mínima mensuales, se puede emplear esta otra, menos aproximada:
{\displaystyle GD_{cal}={(T_{Bc}-{\frac {T_{max}+T_{min}}{2}})}\cdot n}
en la que:
- Tmax es la temperatura máxima mensual
- Tmin es la temperatura mínima mensual
- n es el número de días del mes considerado

En este caso no se pueden eliminar los días en que la temperatura media sea mayor que la temperatura TBc, por carecer de datos, salvo que todo el mes completo tenga su temperatura media por encima de esa temperatura.

### Conversión
Para convertir °F GDcal a °C GDcal:
°C GDcal = (5/9) x (°F GDcal)
Para convertir °C GDcal a °F GDcal:
°F GDcal = (9/5) x (°C GDcal)
Téngase en cuenta que, debido a los grados-día son relativos a una temperatura base (a diferencia de las relativas a cero), no es necesaria la operación de añadir o restar 32 al convertir los grados-día de Celsius a Fahrenheit y viceversa.

## Usos
Este parámetro proporciona un índice del rigor climático de una localidad o una zona. Muchos piensan que un lugar es muy frío cuando se dan alguna vez al año temperaturas muy bajas, y eso es correcto solo a medias, porque puede que estas temperaturas se den muy pocos días al año. Los grados día, en cambio proporcionan un índice muy adecuado para saber el frío, el rigor invernal, que hace en un lugar. Dicho índice será mayor cuanto más riguroso sea el clima, independientemente de que unos pocos días se alcance una temperatura muy baja.
Por ejemplo, supónganse dos localidades, en las que una tenga una temperatura mínima de cálculo de calefacción muy baja y, la otra, una temperatura más alta, pero en cambio un mayor número de grados día año. En este caso, dos edificios idénticos situados en cada una de ellas, tendrán como diferencia: en el de la primera localidad será necesario que el sistema de calefacción sea más potente, aunque funcionará menos tiempo que el de la segunda localidad, que será menos potente, pero eso sí, consumirá más combustible a lo largo de la temporada. La potencia máxima de calefacción depende de la temperatura mínima de cálculo; sin embargo, el consumo depende de los grados-día. Por esta razón, los grados-día han servido tradicionalmente para evaluar las necesidades de energía de un edificio a lo largo de un mes o de un año, y para dimensionar, en su caso, el depósito de combustible. 
Se utiliza en las normas de varios países para clasificar el clima en función del cual se determinan el aislamiento mínimo obligatorio por la normativa en la construcción de edificios para conseguir que sean eficientes desde el punto de vista energético, limitando las cargas térmicas de calefacción. Lo contemplan las normas de Argentina, España, Francia, Inglaterra, entre otras.
Desde antiguo  se estudiaban los edificios con una serie de indicadores para poder compararlos como casos de estudio. Entre ellos, los grados-día de calefacción, con una temperatura base de 18 °C, y de refrigeración, con una temperatura base de 26 °C, que sirven para evaluar el consumo de energía del edificio en climatización utilizando como unidad los kWh/año o kWh/(m²·año). Gracias a la nueva idea de la Arquitectura sustentable o Arquitectura sostenible estos estudios se han popularizado entre los técnicos de la construcción y tienen en cuenta cosas que antes no consideraban seriamente.